# Исчезновение на берегу озера
«Исчезновение на берегу озера» (фр. Le Mystère du lac) — французский мини-сериал в жанре криминальная драма. Состоит из 6 эпизодов по 52 минуты, выходил в эфир во Франции на канале TF1 с 3 по 17 сентября 2015 года. Сериал получил два сериала-продолжения: Убийца у озера (2017) и Страх на озере (2020).

## Сюжет
Начальник криминальной бригады Лиз Стокер возвращается в родной город, чтобы позаботиться о своей матери с болезнью Альцгеймера. Подросток по имени Хлоя исчезает после местной вечеринки. Расследование этого недавнего исчезновения оживляет расследование пятнадцатилетней давности в отношении двух других пропавших девушек, которые были лучшими подругами Лизы. Человек, осужденный в то время, выходит из тюрьмы, и выясняется, что он, возможно, был невиновен. Лиза (хотя и уволена администрацией) идет на расследование с жандармерией, чтобы выяснить правду, что приведет её к подозрению многих людей в маленьком городке, включая её собственных родителей.

## В ролях
- Барбара Шульц[фр.] — Лиз Стокер
- Ланник Готри[фр.] — Кловис Бувье
- Мари-Анн Шазель — Марианна Стокер, мать Лизы
- Армель Дойч[фр.] — Карин Дельваль
- Филипп Дюкен[фр.] — Серге Жуфруа
- Сириль Леконт — Эрве Дельваль
- Клер Боротра — Патриция Мазо
- Венсан Деньяр — Реми Бушар
- Арие Эльмалех — Томас Мезьер
- Лоран Бато — Николя Мазо
- Эмили Кан — Валери Фурнон
- Жакки Берруайе — Пьер Летизи

## Производство
Заглавной темой была выбрана песня Bang Bang (My Baby Shot Me Down) в исполнении канадской певицы Стефани Лапоинт.

## Приём
Мини-сериал в среднем посмотрело 6.4 миллиона зрителей во Франции и 450 тысяч — в Бельгии.